# RanXerox
RanXerox ist ein italienischer Comic aus den 1980er Jahren.  Die Autoren Tanino Liberatore und Stefano Tamburini entwerfen in ihrer Geschichte das Bild einer brutalen Zukunft. Für den dritten Band kam Alain Chabat hinzu.

## Handlung
Der Held der Geschichte ist der Roboter RanXerox, der aus Liebe zu seiner Besitzerin Lubna alles unternimmt, um sie zu schützen und ihren Drogenkonsum zu unterstützen. Im Verlauf der Geschichten wollen Geschäftsleute RanXerox verwenden, um in New York eine Broadwayshow über Fred Astaire mit RanXerox als programmierten Double zu produzieren, ein andermal soll RanXerox als moderner Gladiator bei einem Wagenrennen agieren, oder Ranxerox wird als Kurier für Designermedikamente verwendet.

## Erschienene Titel
1983 erschien der Band Ranxeron im Taschen Verlag. Der Originaltitel wurde zur Vermeidung von Problemen mit dem Kopiererhersteller Rank Xerox in Ranxeron geändert. Zwei weitere Bände erschienen 1991 (Aus Liebe zu Lubna) und 1992 (Kick im Kofferraum) bei Luxor. Der dritte Band Amen! unter dem Serientitel Ranx (Kult, 1997) wurde 1998 von der Bundesprüfstelle für jugendgefährdende Schriften indiziert.